# Moonlight Haze
I Moonlight Haze sono un gruppo musicale power metal italiano fondato nel 2018 da Chiara Tricarico e Giulio Capone.
In aggiunta ai fondatori, la band è costituita da Marco Falanga, Alberto Melinato e Alessandro Jacobi.
Il loro album di esordio De Rerum Natura esce nel 2019 per Scarlet Records e viene seguito nel 2020 dal secondo album Lunaris.
Il loro terzo album Animus è uscito, sempre per Scarlet Records, il 18 marzo 2022.

## Formazione
- Chiara Tricarico – voce
- Giulio Capone – batteria e tastiera
- Marco Falanga – chitarra
- Alberto Melinato – chitarra
- Alessandro Jacobi – basso

## Discografia
- 2019 - De Rerum Natura
- 2020 - Lunaris
- 2022 - Animus

## Singoli / Videoclip
- 2019 - The Butterfly Effect
- 2019 - Ad Astra
- 2019 - To The Moon and Back
- 2020 - The Rabbit Of The Moon
- 2020 - Till The End
- 2021 - Enigma
- 2022 - Animus
- 2022 - We'll Be Free
- 2022 - It’s Insane
- 2022 - Kintsugi